# UTC−03:00

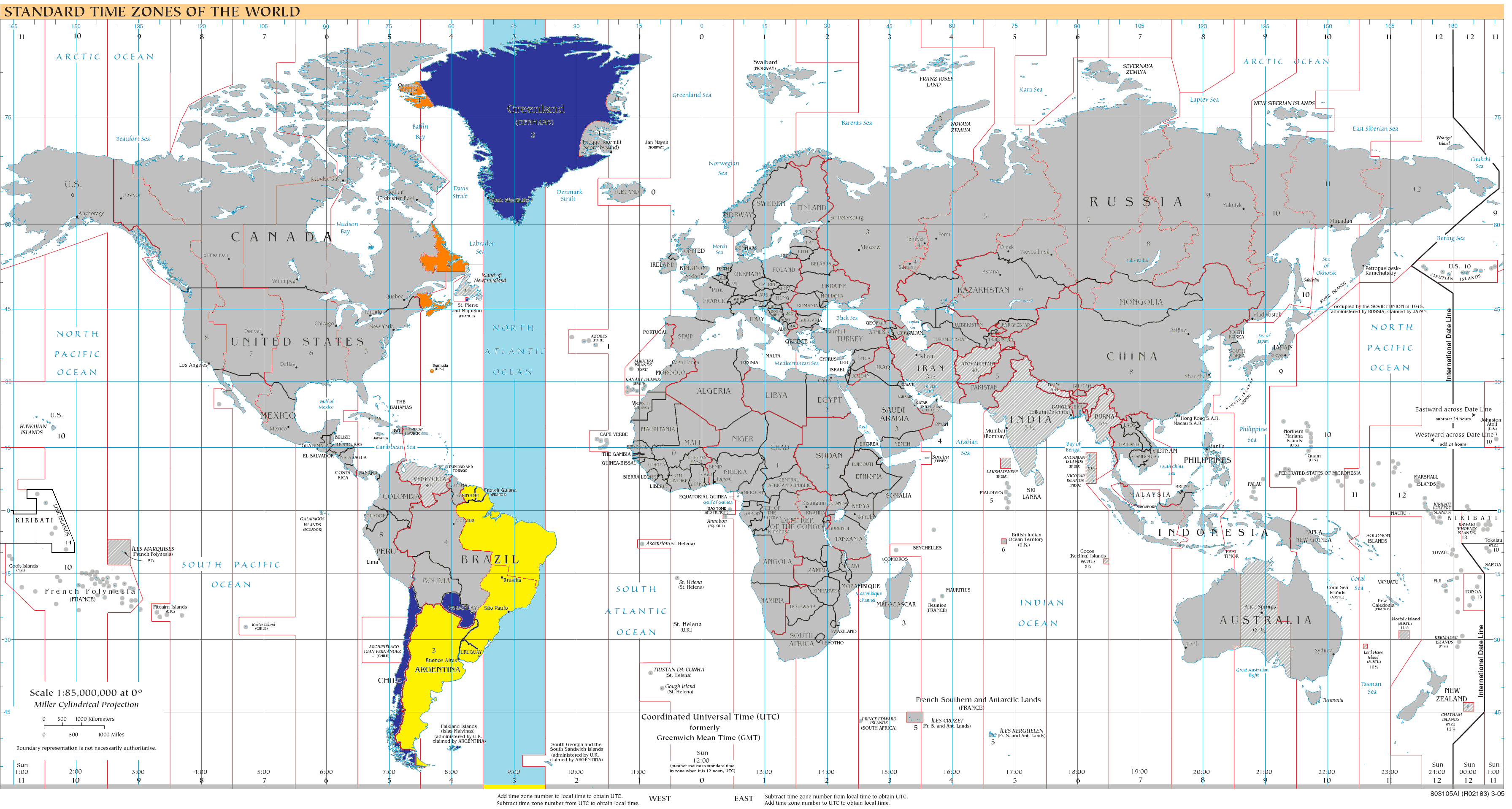
UTC−03: 파란색 (1월), 주황색 (7월), 노란색 (연중), 밝은 청색 - 바다

UTC-03 시간대는 협정 세계시보다 3시간 늦은 시간대이다.

## 서부 그린란드 표준 시간대 (북반구 겨울)
- 그린란드 (덴마크) - 남부, 서부, 북서부 해안, 카낙(툴레 공군기지 제외)을 포함한 대부분 섬
- 생피에르 미클롱 (프랑스)

## 북극 일광 절약 시간대 (북반구 여름)
- 캐나다
  - 노바스코샤주, 뉴브런즈윅주, 프린스에드워드아일랜드주, 래브라도 (Black Tickle, Le Golfe-du-Saint-Laurent 제외)
- 버뮤다 (영국)
- 그린란드 (덴마크)
  - 툴레 공군기지

## 표준 시간대 (1년 내내)
- 수리남
- 프랑스령 기아나
- 브라질 - 북부, 북동부
  - 알라고아스주, 아마파주, 바이아주, 세아라주, 마라냥주, 파라 주, 파라이바주, 페르남부쿠주, 피아우이주, 히우그란지두노르치주, 세르지피주, 토칸칭스주
- 아르헨티나
- 칠레
  - 마가야네스 이 안타르티카칠레나 주
- 남극 일부 지역

## 표준 시간대 (남반구 겨울)
- 브라질
  - 연방구, 이스피리투산투주, 고이아스주, 미나스제라이스주, 리우데자네이루주, 파라나 주, 히우그란지두술주, 산타카타리나주, 상파울루주
- 우루과이

## 일광 절약 시간 (남반구 여름)
- 브라질 - 남서부
  - 마투그로수주, 마투그로수두술주
- 칠레 대부분
- 포클랜드 제도 (영국)
- 파라과이
- 남극 일부 지역

## 비교
| UTC-03 | 0  | 1  | 2  | 3  | 4  | 5  | 6  | 7  | 8  | 9  | 10 | 11 | 12       | 13       | 14       | 15       | 16       | 17       | 18       | 19       | 20       | 21       | 22        | 23        |
| ------ | -- | -- | -- | -- | -- | -- | -- | -- | -- | -- | -- | -- | -------- | -------- | -------- | -------- | -------- | -------- | -------- | -------- | -------- | -------- | --------- | --------- |
| UTC    | 3  | 4  | 5  | 6  | 7  | 8  | 9  | 10 | 11 | 12 | 13 | 14 | 15       | 16       | 17       | 18       | 19       | 20       | 21       | 22       | 23       | 다음날 0 | 다음날 1  | 다음날 2  |
| KST    | 12 | 13 | 14 | 15 | 16 | 17 | 18 | 19 | 20 | 21 | 22 | 23 | 다음날 0 | 다음날 1 | 다음날 2 | 다음날 3 | 다음날 4 | 다음날 5 | 다음날 6 | 다음날 7 | 다음날 8 | 다음날 9 | 다음날 10 | 다음날 11 |

## 같이 보기
- 브라질 시간
- 캐나다 시간